# Luigi Ambrosio

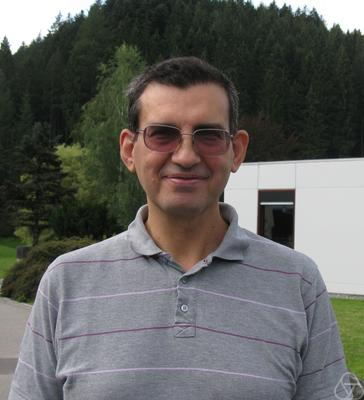
Luigi Ambrosio

Luigi Ambrosio (Alba (Italië), 27 januari 1963) is een Italiaans wiskundige die werkt op variatierekening, meetkundige maattheorie en de theorie van optimaal transport met toepassingen op partiële differentiaalvergelijkingen.

## Opleiding
Luigi Ambrosio begon in 1981 te studeren aan de Scuola Normale Superiore te Pisa en studeerde in 1985 af aan de Universiteit van Pisa.
In 1988 promoveerde hij aan de Scuola Normale Superiore onder Ennio De Giorgi.

## Carrière
Van 1988 tot 1992 werkte hij als assistent aan de Universiteit van Rome Tor Vergata.
In 1992 was hij assistent aan de Universiteit van Pisa.
Vanaf 1994 was hij professor aan de Universiteit van Benevento.
Vanaf 1995 was hij professor aan de Universiteit van Pavia.
In 1997 werd hij professor aan de Scuola Normale Superiore te Pisa.
Hij was gasthoogleraar aan het Max-Planck-Institut für Mathematik in den Naturwissenschaften te Leipzig, aan het Massachusetts Institute of Technology, aan de Eidgenössische Technische Hochschule Zürich en aan het Institut des hautes études scientifiques.

## Onderscheidingen
In 1991 won hij de Premio Bartolozzi van de Unione matematica italiana.
In 1999 won hij de Premio Caccioppoli.
In 1996 sprak hij op het 2e Europees Wiskundecongres te Boedapest
In 2008 sprak hij op het Europees Wiskundecongres te Amsterdam over Optimal transportation and evolution problems in spaces of probability measures.
In 2002 sprak hij op het Internationaal Wiskundecongres te Beijing over Optimal transport maps in Monge-Kantorovich-Problem.
In 2003 won hij de Prix Fermat.
In 2005 werd hij correspondent van de Accademia dei Lincei.
In 2006 werd hij correspondent aan het Istituto Lombardo.
Hij gaf mee Archive for Rational Mechanics and Analysis, Calculus of Variations and Partial Differential Equations en Journal of the European Mathematical Society uit.

## Publicaties
- Functions of bounded variation and free discontinuity problems., Oxford Mathematical Monographs. Oxford University Press met Nicola Fusco en Diego Pallara) (2000) ISBN 0-19-850245-1;
- Gradient flows in metric spaces and in the space of probability measures., 2nd ed. Lectures in Mathematics, Eidgenössische Technische Hochschule Zürich. Basel: Birkhäuser. (met Nicola Gigli en Giuseppe Savaré) (2008). ISBN 978-3-7643-8721-1
- Topics on analysis in metric spaces., Oxford Lecture Series in Mathematics and its Applications 25. Oxford: Oxford University Press. (met P. Tilli) (2004) ISBN 0-19-852938-4
- Ambrosio, L. (1989). A compactness theorem for a new class of functions of bounded variation. Boll. Un. Mat. Ital. B (7) 3, no. 4, 857–881.
- De Giorgi, Ennio; Ambrosio, Luigi (1989). New functionals in the calculus of variations. (Italian) Atti Accad. Naz. Lincei Rend. Cl. Sci. Fis. Mat. Natur. (8) 82 (1988), no. 2, 199–210.
- Ambrosio, L. (1990). Existence theory for a new class of variational problems. Arch. Rational Mech. Anal. 111, no. 4, 291–322.
- Ambrosio, Luigi; Fusco, Nicola; Pallara, Diego (2000). Functions of bounded variation and free discontinuity problems. Oxford Mathematical Monographs. Oxford University Press, New York.
- Ambrosio, L; Kirchheim, B. Currents in metric spaces, Acta Math., 185 (2000), 1–80.
- Ambrosio, Luigi; Gigli, Nicola; Savaré, Giuseppe (2005). Gradient flows in metric spaces and in the space of probability measures. Lectures in Mathematics ETH Zurich. Birkhäuser Verlag, Basel.
- Calculus of variations and partial differential equations, Luigi Ambrosio, Edward Norman Dancer, Giuseppe Buttazzo, A. Marino, M. K. Venkatesha Murthy Springer-Verlag